# Verwaltungsgemeinschaft Östlicher Saalkreis

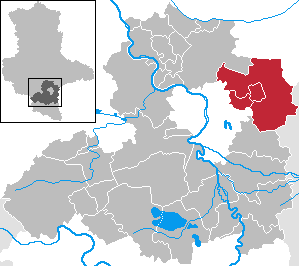
Lage der VG Östlicher Saalkreis im Saalekreis

In der Verwaltungsgemeinschaft Östlicher Saalkreis aus dem sachsen-anhaltischen Saalekreis hatten sich ursprünglich acht Gemeinden zur Erledigung ihrer Verwaltungsgeschäfte zusammengeschlossen. Zuletzt lebten dort 16.343 Einwohner (Stand: 31. Dezember 2006) auf 125,36 km². Der letzte Leiter der Verwaltungsgemeinschaft war Olaf Heinrich.
Obwohl sich der Name des Landkreises mit der Kreisreform von Saalkreis auf Saalekreis änderte, behielt man den Namen Östlicher Saalkreis bei und änderte ihn nicht in Östlicher Saalekreis, da sich die Lagebezeichnung auf das alte Landkreisgebiet bezog.

## Geschichte
Die ursprünglich zur Verwaltungsgemeinschaft gehörende Gemeinde Brachstedt wechselte am 30. März 2006 zur Verwaltungsgemeinschaft Götschetal-Petersberg, wodurch sich die Gemeindezahl auf sechs verringerte.
Am 1. Januar 2010 wurden die Gemeinden Niemberg, Oppin und Schwerz, am 20. April 2010 die Gemeinde Braschwitz und am 1. September 2010 die Gemeinden Peißen  und Hohenthurm in die Stadt Landsberg eingemeindet. Somit wäre nur noch Landsberg Mitglied der Verwaltungsgemeinschaft, die jedoch am 1. September 2010 aufgelöst wurde.